# Karīm Ḩaşeleh-ye Soflá
Karīm Ḩaşeleh-ye Soflá (persiska: کریم حاصله سفلی) är en ort i Iran.   Den ligger i provinsen Kermanshah, i den västra delen av landet, 500 km väster om huvudstaden Teheran. Karīm Ḩaşeleh-ye Soflá ligger 1 486 meter över havet och antalet invånare är 103.
Terrängen runt Karīm Ḩaşeleh-ye Soflá är kuperad norrut, men söderut är den platt. Runt Karīm Ḩaşeleh-ye Soflá är det ganska tätbefolkat, med 60 invånare per kvadratkilometer. Närmaste större samhälle är Eslāmābād-e Gharb, 9,8 km väster om Karīm Ḩaşeleh-ye Soflá. Omgivningarna runt Karīm Ḩaşeleh-ye Soflá är i huvudsak ett öppet busklandskap.